# Тан Бинь
Тан Бинь (кит. трад. 唐賓, упр. 唐宾, пиньинь Táng Bīn; род. 25 апреля 1986, Фэнчэн, Ляонин) — китайская гребчиха, выступавшая за сборную Китая по академической гребле в период 2006—2013 годов. Чемпионка летних Олимпийских игр в Пекине, обладательница бронзовой медали чемпионата мира, чемпионка Азиатских игр в Гуанчжоу, участница многих регат национального и международного значения.

## Биография
Тан Бинь родилась 25 апреля 1986 года в городском уезде Фэнчэн провинции Ляонин, КНР.
Заниматься академической греблей начала в 2000 году, проходила подготовку в гребной команде провинции Ляонин.
Первого серьёзного успеха на взрослом международном уровне добилась в сезоне 2006 года, когда вошла в основной состав китайской национальной сборной и побывала на этапе Кубка мира в Познани, откуда привезла награду серебряного достоинства, выигранную в зачёте парных четвёрок. При этом на чемпионате мира в Итоне заняла в той же дисциплине четвёртое место.
В 2007 году в парных четвёрках была лучшей на этапе Кубка мира в Амстердаме, тогда как на мировом первенстве в Мюнхене взяла бронзу.
Одержав победу на этапе Кубка мира 2008 года в Люцерне, благополучно прошла отбор на домашние летние Олимпийские игры в Пекине. В составе четырёхместного парного экипажа, куда также вошли гребчихи Цзинь Цзывэй, Си Айхуа и Чжан Янъян, обошла всех своих соперниц в решающем финальном заезде и тем самым завоевала золотую олимпийскую медаль.
После пекинской Олимпиады Тан осталась в составе гребной команды Китая на ещё один олимпийский цикл и продолжила принимать участие в крупнейших международных регатах. Так, в 2010 году в одиночках она выиграла бронзовую медаль на этапе Кубка мира в Бледе и победила на домашних Азиатских играх в Гуанчжоу, в то время как на мировом первенстве в Карапиро показала восьмой результат в парных двойках.
В 2011 году на чемпионате мира в Бледе финишировала пятой в парных четвёрках.
Благодаря череде удачных выступлений удостоилась права защищать честь страны на Олимпийских играх 2012 года в Лондоне, однако на сей раз попасть в число призёров не смогла — в программе парных четвёрок в финале пришла к финишу пятой.
В 2013 году в одиночках Тан Бинь выиграла серебряную медаль на этапе Кубка мира в Сиднее и на том завершила спортивную карьеру.